# XIV годишни музикални награди на телевизия „Планета“
Церемонията по връчване на 14-ите годишни музикални награди на телевизия „Планета ТВ“ се провежда на 2 март 2016 г.

## Изпълнения
| Изпълнител(и)               | Песен(ни)                              |
| --------------------------- | -------------------------------------- |
| Кали                        | Докато Спра Да Дишам                   |
| Мария featuring X           | Сто Нюанса Розово / Мръсни Думи Говори |
| Мария, Ави Бенеди & Гъмзата | Истинска Жена (Zug Yonim)              |
| Джулия                      | Ще Се Върна                            |
| Илиян                       | Моето Момиче                           |
| Теди Александрова           | Чалга Пеперудки                        |
| Емануела                    | Съкровище                              |
| Фики                        | Джале Джале                            |
| Джена                       | Ти Къде Беше                           |
| Цветелина Янева             | Музика в Мен / Видимо Изневерил        |
| Галин                       | Парата Ако Хвана                       |
| Емилия & Борис Дали         | Обичай Ме                              |
| Анелия                      | Генерал                                |
| Фики                        | Бум                                    |
| Преслава                    | Моето Слабо Място                      |
| Преслава & Фики             | С Теб или С Никой                      |
| Галин                       | Ще Остана                              |
| Галин & ДесиСлава           | Нека Да е Тайно                        |

## Връчващи
- Гъмзата връчи Албум на Годината
- Красимира Атанасова връчи Оригинално Присъствие на Клубната Сцена
- Дани Милев връчи Оригинално Присъствие на Концертната Сцена
- Фики връчи Дебют на Годината
- Галин връчи Най-прогресираш Изпълнител
- Борислав Геронтиев връчи Фолкорен Албум на Годината
- Филип Кутев връчи Фолкорна Формация на Годината
- Филип Кутев връчи Фолкорен Изпълнител на Годината
- Антон Стефанов връчи Традиция и Новаторство
- Жени Калканджиева връчи Посланик на Българската Музика зад Граница
- Теди Александрова връчи Видеосензация
- Цветелина Янева връчи Най-Гледан Клип
- Илиян връчи Артистично Присъствие на Изпълнител в Видеоклип
- Николета Лозанова връчи Видеоклип на Годината
- ДесиСлава връчи Дискотечен Хит
- Борислав Минев връчи Баладичен Хит
- Галина Чолакова връчи Дуетна Песен
- Хари Янакиев връчи Песен на Годината
- Кали връчи Певец на Годината
- Ритон връчи Певица на Годината
- Емануела връчи Музикален Идол – мъже
- Борис Дали връчи Музикален Идол – жени

## Номинации и победители

### Оригинално присъствие на клубната сцена
- Анелия
- Галена
- Галин
- Джена
- Преслава
- Фики

### Оригинално присъствие на концертната сцена
- Галена
- Галин
- Глория
- Деси Слава
- Преслава
- Цветелина Янева

### Най-прогресираш изпълнител на годината
- Ани Хоанг
- Ваня
- Роксана
- Татяна
- Теди Александрова
- Яница

### Фолкорен изпълнител на годината/Фолкорна формация на годината
- Емилия
- Ивана
- Ивелина Колева
- Канарите
- Нелина
- Цветелина Янева и Орфей

### Посланик на българската музика зад граница
- Анелия
- Глория
- Джена
- Ивана
- Преслава
- Роксана

### Артистично присъствие на изпълнител във видеоклип
- Галена – Една жена
- Емилия и Борис Дали – Обичай ме
- Кали, с участието на Емануела – Хайде, вдигни ѝ
- Теди Александрова – Чалга пеперудки
- Фики & Азис – Блокиран
- Цветелина Янева и 100 Кила – 4 червени луни

### Видеоклип на годината
- Анелия, с участието на Галин – Аз съм дяволът
- Галена – Една жена
- Галена и Деси Слава – В твоите очи
- Емилия и Борис Дали – Обичай ме
- Малина – При теб ми е сърцето
- Цветелина Янева и 100 Кила – 4 червени луни

### Дискотечен хит на годината
- Галена – Стара каравана
- Галин – Парата ако хвана
- Преслава – На тебе не отказвам
- Теди Александрова – Чалга пеперудки
- Фики – Бум
- Яница, с участието на Анелия – Грешната

### Баладичен хит на годината
- Анелия и Илиян – Сърцето ще плати
- Галена и ДесиСлава – В твоите очи
- Емилия & Борис Дали – Обичай ме
- Ивана – Ало, мамо
- Контсантин, с участието на Деси Слава – Болка в минути
- Цветелина Янева и Ищар – Музика в мен

### Дует на годината
- Анелия и Илиян – Сърцето ще плати
- Галена и Деси Слава – В твоите очи
- Галена и Преслава – Живей
- Емилия и Борис Дали – Обичай ме
- Кали, с участието на Емануела – Хайде, вдигни ѝ
- Преслава и Фики – С теб или с никой

### Песен на годината
- Анелия – Генерал
- Галена – Стара каравана
- Галин – Парата ако хвана
- Джена – Ти къде беше
- Преслава – На тебе не отказвам
- Цветелина Янева – Видимо изневерил

### Певец на годината
- Борис Дали
- Веселин Маринов
- Галин
- Илиян
- Константин
- Фики

### Певица на годината
- Анелия
- Галена
- Деси Слава
- Джена
- Емилия
- Кали
- Преслава

### Музикален идол на годината (мъже)
- Борис Дали
- Галин
- Илиян
- Константин
- Милко Калайджиев
- Фики

### Музикален идол на годината (жени)
- Анелия
- Галена
- Деси Слава
- Джена
- Емануела
- Емилия
- Преслава
- Цветелина Янева